# Bedrich Bendelmayer

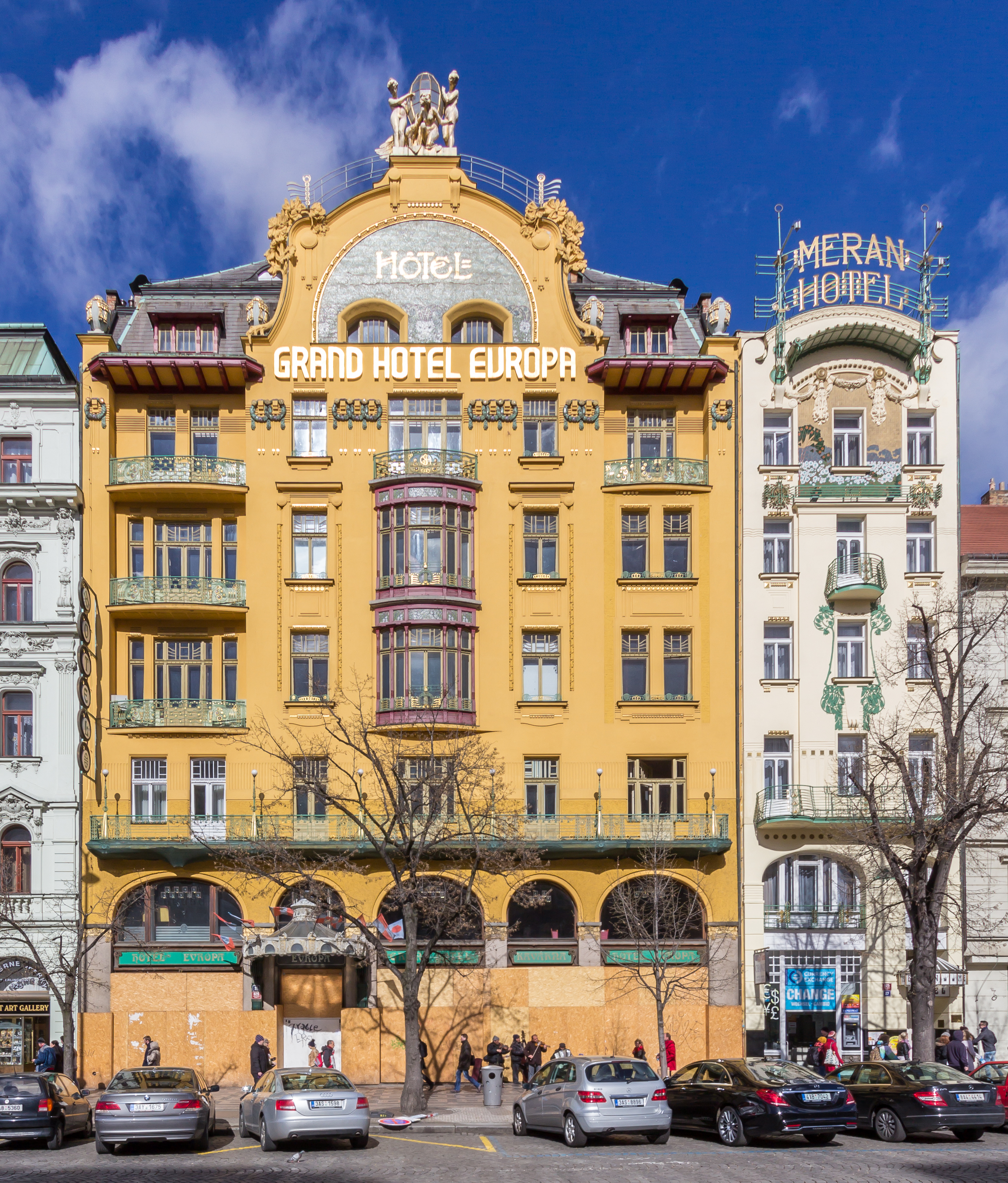
Grand Hotel Europa i Prag ritat av Bendelmayer (med Friedrich Ohmann och Alois Dryak) 1905.

Bedrich Bendelmayer, född 8 april 1871, död 20 april 1932, var en tjeckisk  arkitekt.
Bendelmayers främsta arbeten utfördes i Prag under jugendepoken men han har också utfört flera byggnader där under 1920-talet. Han ritade bland annat även ett badhus i Plzen 1928-31.